# Огуро, Масаси
Масаси Огуро (яп. 大黒 将志 О:гуро Масаси, род. 4 мая 1980, Тоёнака, Осака) — японский футбольный нападающий и тренер.

## Клубная карьера
Долгое время, с 1999 по 2005 год, выступал на родине за «Гамбу» из Осаки. В декабре 2005 года перешёл во французский «Гренобль».
В августе 2006 года Огуро принял предложение «Торино».
В июне 2008 года отправился в Японию в клуб «Токио Верди».
В январе 2010 года перешёл на правах аренды сроком на один год в «Йокогаму».

## Достижения

### Гамба Осака
Чемпионат Японии 2005

### Токио Верди
Кубок Джей-Лиги 2010

### Личные
Символическая сборная чемпионата Японии по футболу 2004